# Morane-Saulnier AI

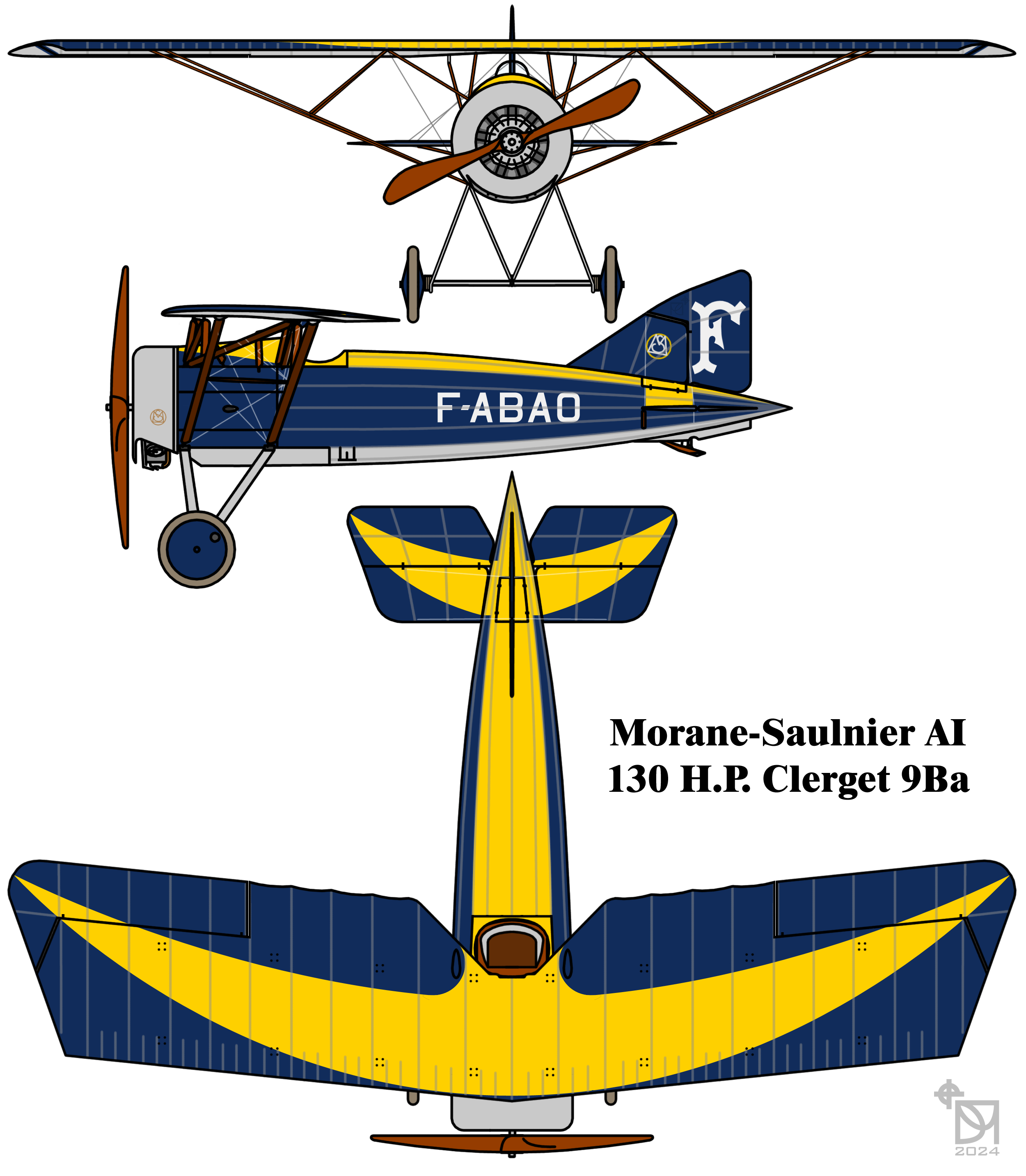
Morane-Saulnier MS.30E.1 or AI

De Morane-Saulnier AI was een Frans parasolvleugel-gevechtsvliegtuig tijdens de eerste Wereldoorlog. De eerste vlucht van het eenmotorige toestel was in 1917. Er zijn er 1210 van gebouwd.
De romp en de vleugels waren geconstrueerd van hout met een doekbespanning. De AI-types met één machinegeweer kregen de aanduiding MoS 27. Met twee machinegeweren MoS 29. Het vliegtuig werd voortgedreven door een Gnome rotatiemotor van 112 kW (150 pk). De maximum vliegduur was 1 uur en 45 minuten.
De Morane-Saulnier AI was bedoeld als backup voor de SPAD S.XIII. Maar de SPAD bleek op het strijdtoneel een robuuster toestel en de AI werd 'gedegradeerd' naar trainingstoestel in de vliegopleiding voor gevorderden. Nieuw gebouwde AI toestellen werden voortaan speciaal als ongewapende trainer gebouwd en kregen de typeaanduiding MoS 30. De MoS 30bis had een kleiner motorvermogen van 67 kW (90 pk).
De Morane-Saulnier AI heeft dienst gedaan in de luchtstrijdkrachten van Frankrijk, België, Tsjechië, Japan, Rusland, Zwitserland en de Verenigde Staten.
Na de oorlog werden surplus AI toestellen vaak gebruikt als aerobatic-vliegtuigen.